# Johann Georg von Wichmannshausen
Johann Georg Burckhardt von Wichmannshausen (* 1710; † 18. Juni 1787 in Freiberg) war ein kurfürstlich sächsischer Geheimer Kammerrat,  Kammer- und Bergrat. Er gehörte dem kursächsischen Kammerkollegium an, war Direktor der Oberrechnungsdeputation und Vizedirektor des Berggemachs.

## Herkunft und Familie
Wichmannshausen war der älteste Sohn des kursächsischen Kammer- und Bergrates sowie Oberdirektors der Porzellan-Manufaktur Meißen, Johann Georg Burckhardt von Wichmannshausen († 1750), Erb-, Lehn- und Gerichtsherr auf Tauscha und dessen Frau Hanna Elisabeth geborene Seyfert. Sein Großvater Georg Gabriel Wichmannshausen († 1720) wurde 1717 in den Adelsstand erhoben.
Wichmannshausen hatte sechs Geschwister; sein jüngerer Bruder war der Theologe und Philosoph Rudolph Friedrich von Wichmannshausen. Nachdem sein Vater am 7. September 1750 in Tauscha verstarb, erbte der jüngste Bruder, der Leutnant Georg Gabriel von Wichmannshausen das Rittergut Tauscha. Dieser starb jedoch schon im Januar 1751 30-jährig. Daraufhin verkauften die Geschwister das Rittergut Tauscha noch im selben Jahre für 22.000 Taler an den Landkammerrat Wolf Siegfried Curt von Lüttichau auf Ulbersdorf und Krumhermsdorf.

## Leben und Wirken
Johann Georg von Wichmannshausen studierte, wie sein gleichnamiger Vater, an der Universität Wittenberg Rechtswissenschaften und erlernte danach die Bergwerkswissenschaften. Am 12. Juli 1737 wurde er zum Bergkommissionsrat und Assessor des Oberbergamtes in Freiberg ernannt. Auf Grund seines erfolgreichen Tätigkeit in verschiedenen Kommissionen erfolgte 1769 seine Ernennung zum Wirklichen Bergrat.
Wichmannshausens Spezialgebiet war das Bergrecht; er verfügte über profunde Kenntnisse der Bergordnungen, bergrechtlichen Verordnungen, Befehle und Rechtsprechung in Kursachsen und zahlreichen anderen Staaten. Johann Georg von Wichmannshausen legte  eine vielbändige chronologische bergrechtliche Gesetzessammlung an, deren Inhalt mit einer Vielzahl von Reskripten weit über den Codex Augusteus hinausging. Diese dienten ihm als Arbeitsgrundlage zur Erstellung von bergrechtlichen Gutachten für das Berggemach und Oberbergamt. 1784 schrieb er eine mehrbändige Collectanea über die kursächsischen Bergämter, die Saigerhütte Grünthal und die Blaufarbenwerke. Wichmannshausen galt wegen seines enormen Wissens als das „lebendige Archiv“ des Oberbergamtes.
Johann Georg von Wichmannshausen verstarb nach fünftägigem Krankenlager im Alter von 77 Jahren. Das Amt des Oberbergamtsassessors übte er 50 Jahre aus. Sein Leichnam wurde am 21. Juni 1787 mit einem bergmännischen Trauerzug zur Annenkapelle an der Freiberger Domkirche überführt, wo er neben dem drei Jahre zuvor verstorbenen Oberberghauptmann Adam Friedrich von Ponickau beigesetzt wurde.
Seine Bibliothek, Manuskripte, Collectaneen, Stufensammlung, Risse, Waffen und Musikinstrumente vermachte er testamentarisch seinem Neffen, dem fürstlich-schaumburgischen Landkammerrat Ludewig von Brandenstein. Für eine Summe von 200 Talern erwarb die sächsische Bergverwaltung die aus circa 130 Bänden bestehenden Handschriften zum sächsischen Bergbau, dessen Geschichte, Verfassung und Rechten für das Oberbergamtsarchiv.